# Anton Debeljak

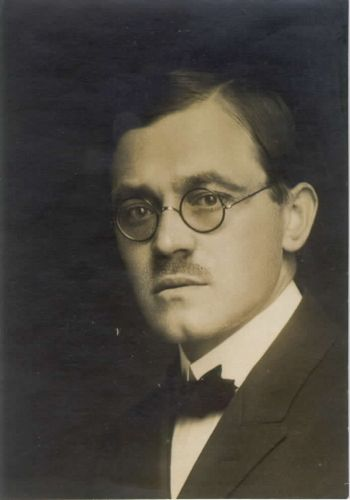
Anton Debeljak in den 1920er Jahren

Anton Debeljak (* 25. Oktober 1887 in Šegova Vas bei Loški Potok; † 24. Oktober 1952 in Lovran, Jugoslawien) war ein slowenischsprachiger jugoslawischer Lyriker, Journalist und Übersetzer. 

## Leben
1912 ging Debeljak nach Paris, um an der Sorbonne Romanistik zu studieren. Anschließend kehrte er in seine Heimat zurück, um an der neugegründeten Universität Ljubljana zu promovieren. 
Bis 1949 arbeitete Debeljak als Lehrer; u. a. am Gymnasium in Görz. Parallel dazu fungierte er auch als Herausgeber der Literaturzeitschrift Ljubljanski zvon. 
Einen Tag vor seinem 65. Geburtstag starb Anton Debeljak am 24. Oktober 1952 in Lovran und fand dort auch seine letzte Ruhestätte. 

## Werke (Auswahl)
als Autor
- Solnce in sence. 1919.
- Moderna francoska lirika. 1919.

als Übersetzer
- Honoré de Balzac: Okrogle povesti. Ljubljana 1955 (illustriert von Gustave Doré).[1]
- Miguel de Cervantes: Zgeldne novele. Ljubljana 1951.[2]